# Dictionnaire raisonné des difficultés grammaticales et littéraires (Laveaux)
Der  Dictionnaire raisonné des difficultés grammaticales et littéraires de la langue française  war ein Wörterbuch der Schwierigkeiten oder Zweifelsfälle der französischen Sprache, erschienen 1818 in Paris. Der Verfasser war Jean-Charles Laveaux. Das Wörterbuch wurde ein Jahrhundert lang verkauft und genießt bei Fachleuten bis heute einen ausgezeichneten Ruf.

## Auflagen und Internetpräsenz
- 1. Auflage. 1818.
- 2. Auflage. 2 Bde. 1822.
- 3. Auflage. Hrsg. Charles Marty-Laveaux. Ledentec, Paris 1846. Hachette, Paris 1847. (zweispaltig)
- 6. Auflage. Hachette, Paris 1910. 731 Seiten.